# Ледена краљица (1. део)
Епизода Ледена краљица (1. део) је 20. епизода 8. сезоне серије "Војни адвокати". Премијерно је приказана 22. априла 2003. године на каналу ЦБС.

## Опис
Сценарио за епизоду су писали творци серије "МЗИС" Доналд П. Белисарио и Дон Макгил, а режирао ју је Доналд П. Белисарио.
Тим из МЗИС-а је позван да истражи мистериозну смрт официра САГ-а, поручнице Лорен Сингер, када је младић тражећи своју стрелу открио њено тело. Као резултата тога, пуна истрага је отворена и тим МЗИС-а је добио задатак да нађе убицу поручнице Сингер међу њеним бившим колегама из САГ-а. Хармону Рабу су очитана права пре него што га је специјални агент Лерој Џетро Гибс званично прогласио главним осумњиченим и због тога је Раба ухапсио МЗИС због убиства поручнице Сингер.
У овој епизоди се су се први пут појавили специјални агент Лерој Џетро Гибс, специјални агент Вивијан Блекедер, специјални агент Ентони Динозо мл., специјални агент Дон Добс, лабораторијски техничар Ебигејл Шуто и медицински вештак др. Доналд Малард,  главни ликови серије "МЗИС"

## Ликови

### Из серијеВојни адвокати
- Дејвид Џејмс Елиот као Хармон Раб мл.
- Кетрин Бел као Сара Макензи
- Патрик Лаборто као Бад Робертс
- Џон М. Џекосн као Алберт Џетро Чегвиден
- Скот Лоренс као Питер Тарнер
- Зои Меклилан као Џенифер Коутс

### Из серијеМЗИС
- Марк Хармон као Лерој Џетро Гибс
- Робин Ливели као Вивијан Блекедер
- Мајкл Ведерли као Ентони Динозо мл.
- Том Џеј Џоунс као Дон Добс
- Поли Перет као Ебигејл Шуто
- Дејвид Макалум као др. Доналд Малард